# Gerard van Eckeren
Gerard van Eckeren (Haarlem, 29 november 1876 – Wassenaar, 22 oktober 1951) is het pseudoniem van de Nederlandse schrijver Maurits Esser.
Van Eckeren was een zoon van de Nederlandse schrijver Isaäc Esser (1845 – 1920). Hij was aanvankelijk werkzaam in de boekhandel en werd in 1904 directeur van de Hollandia-drukkerij te Baarn. Van Eckeren was schrijver van romans en novellen. Als criticus was hij, eerst alleen (1907 – 1925) en later samen met Jan Greshoff, redacteur van het maandblad Den Gulden Winckel. Van 1939 tot 1942 schreef hij essays in het letterkundig tijdschrift Groot-Nederland, onder andere over A. Roland Holst en Arthur van Schendel.